# Sloanea laurifolia
Sloanea laurifolia là một loài thực vật có hoa trong họ Côm. Loài này được (Willd.) Benth. miêu tả khoa học đầu tiên năm 1861.